# آرجونان شاهد است
آرجونان شاهد است (به مالایالم: Arjunan Saakshi) و (به انگلیسی: Arjunan Is Witness) فیلمی هندی محصول سال ۲۰۱۱ و به کارگردانی رانجیت سانکار است. در این فیلم بازیگرانی همچون پریتویراج سوکوماران، موکش، آن آگوستین، بیجو منون، ندومودی ونو، جاگاتی اسریکومار، ویجایا راغوان، سوراج ونجارامودو و سلیم کومار ایفای نقش کرده‌اند.